# Ave Cesaria
„Ave Cesaria” – piętnasty singel belgijskiego muzyka Stromae’a z jego drugiego albumu studyjnego Racine carrée.

## Lista utworów
- Digital download (21 lipca 2014)[1]

1. „Ave Cesaria” – 4:08

7 maja 2015 roku został opublikowany Major Lazer Remix.

## Notowania na listach przebojów
| Kraj             | Lista (2013/2014)   | Najwyższa pozycja |
| ---------------- | ------------------- | ----------------- |
| Belgia (Walonia) | Ultratop 50 Singles | 45                |
| Francja          | Top 200 Singles     | 97                |

## Występy na żywo
W 2014 roku Stromae wykonał utwór podczas Olivier Show w Moskwie.